# Listă de filme noir din anii 2000
Aceasta este o listă de filme noir din anii 2000:

## Anii 2000
- American Psycho (2000)
- Amores Perros (2000)
- Reindeer Games (2000)
- Way of the Gun (2000)
- Panic (2000)
- Memento (2000)
- The Deep End (2001)
- Heist (2001)
- The Man Who Wasn't There (2001)
- Monster's Ball (2001)
- Picture Claire (2001)
- The Pledge (2001)
- Mulholland Drive (2001)
- City by the Sea (2002)
- City of Ghosts (2002)
- Dark Blue (2002)
- The Good Thief (2002)
- Femme Fatale (2002)
- Insomnia (2002)
- Murder By Numbers (2002)
- Narc (2002)
- Panic Room (2002)
- Road to Perdition (2002)
- The Salton Sea (2002)
- Basic (2003)
- 21 Grams (2003)
- Confidence (2003)
- The Cooler (2003)
- Kill Bill Volume 1 (2003)
- Out of Time (2003)
- Mystic River (2003)
- Collateral (2004)
- Kill Bill Volume 2 (2004)
- Never Die Alone (2004)
- Twisted (2004)
- Derailed (2005)
- Harsh Times (2005)
- A History of Violence (2005)
- The Ice Harvest (2005)
- Shadowboxer (2005)
- Sin City (2005)
- Batman Begins (2005)
- Kiss Kiss Bang Bang (2005)
- Good Night, and Good Luck (2005)
- Brick (2005)
- Basic Instinct 2 (2006)
- The Black Dahlia (2006)
- The Departed (2006)
- The Good German (2006)
- Hollywoodland (2006)
- Lonely Hearts (2006)
- Lucky Number Slevin (2006)
- Miami Vice (2006)
- Running Scared (2006)
- Smokin' Aces (2007)
- American Gangster (2007)
- No Country For Old Men (2007)
- Eastern Promises (2007)
- Zodiac (2007)
- Gone Baby Gone (2007)
- The Dark Knight (2008)
- Changeling (2008)
- The Spirit (2008)
- Assassination of a High School President (2008)
- Law Abiding Citizen (2009)
- Public Enemies (2009)
- Heartless (2009)

## Psycho-noir
- American Psycho (2000)
- Memento (2000)
- Mulholland Drive (2001)
- The Machinist (2004)
- Secret Window (2004)
- The Number 23 (2007)

### Non-americane
- Sympathy for Mr. Vengeance (2002) (Coreea de Sud)
- Last Exit (2003) (Danemarca)
- Oldboy (2003) (Coreea de Sud)
- Sympathy for Lady Vengeance (2005) (Coreea de Sud)
- 13 (Tzameti) (2005) (Franța)
- The Square (2008) (Australia)
- Animal Kingdom (2010) (Australia)

Notă:toate filmele care nu informații despre țară sunt din Statele Unite

## Noir–science fiction
- Donnie Darko (2001)
- Equilibrium (2002)
- Cypher (2002)
- Minority Report (2002)
- V for Vendetta (2006)
- Sin City (2005)
- Southland Tales (2007)
- Franklyn  (2008)
- Watchmen  (2009)